# RS-550
Pour les articles homonymes, voir Route 550.
La RS-550 est une route locale du Nord-Ouest de l'État du Rio Grande do Sul reliant la municipalité de Pirapó à la RS-561, sur le territoire de la commune de Dezesseis de Novembro. Elle dessert ces deux seules villes, et est longue de 24 km.